# ميدالية ألبرت أينشتاين لليونيسكو
لا ينبغي الخلط بينه وبين ميدالية ألبرت أينشتاين، من جمعية ألبرت أينشتاين السويسرية، وجائزة ألبرت أينشتاين التي يمنحها World Cultural Council [الإنجليزية]
صدرت ميدالية ألبرت أينشتاين لليونسكو بمناسبة الذكرى المئوية لميلاد ألبرت أينشتاين.

## وصف

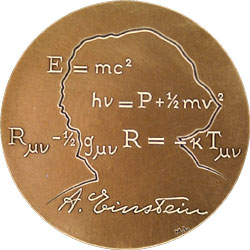
الوجه العكسي للعملة

بدأت اليونسكو في سك الميداليات التذكارية في عام 1979. ميدالية النحات الفرنسي ماكس ليونيني. مقدمة الميدالية - صورة لعالم في السنوات الأخيرة من حياته. على الجانب الآخر توجد 3 معادلات رياضية تلخص مساهمته الكبيرة في الفيزياء على خلفية الصورة الظلية لشكل رأس أينشتاين.
المعادلة الأكثر شهرة، E = MC 2، تؤسس علاقة كمية ثابتة بين الطاقة والمادة. المعادلة الثانية ترمز إلى نتائج دراسة أينشتاين لقانون تأثير الصورة، والتي من أجلها حصل على جائزة نوبل في الفيزياء عام 1921. والثالث يتعلق بعمله في نظرية النسبية. توقيعه في أسفل الميدالية.
تمنح اليونسكو وسام أينشتاين لشخصيات بارزة قدمت مساهمات كبيرة في العلوم والتعاون الدولي.

## وصلة خارجية
- ميدالية ألبرت الذهبية لليونسكو أينشتاين (بالإنجليزية)